# Windows Workflow Foundation
Windows Workflow Foundation (WF) представляет собой технологию компании Microsoft для определения, выполнения и управления рабочими процессами (англ. workflow). Данная технология входит в состав .NET Framework 3.0, который изначально установлен в Windows Vista и может быть установлен в Windows 2003 Server и Windows XP SP2. WF ориентирована на визуальное программирование и использует декларативную модель программирования.
WF поддерживается в Visual Studio 2005 в виде расширения (add-on), в состав которого входит визуальный дизайнер процессов и визуальный отладчик, позволяющий отладить созданный процесс. В Visual Studio 2008 эта функциональность входит изначально.
При помощи WF могут быть описаны три типа процессов:
- последовательный процесс (Sequential Workflow) — переход от одного шага в другой без возвратов обратно;
- конечный автомат (State-Machine Workflow) — переход из одного состояния в другое, возможны и произвольные возвраты в предыдущие состояния;
- процесс, управляемый правилами (Rules-driven Workflow) — частный случай последовательного процесса, в котором переход на следующий шаг определяется набором правил.